# San Giuliano Terme
San Giuliano Terme es una localidad y municipio italiano de la provincia de Pisa, región de Toscana, con 31.317 habitantes.

Ubicación de la ciudad de San Giuliano Terme dentro de la provincia de Pisa.

## Sangiulianenses destacados
- Nazario Pardini, (1937), essayista, poeta, crítico literario y bloguero

## Evolución demográfica
| Gráfica de evolución demográfica de San Giuliano Terme entre 1861 y 2001 |
|                                                                          |
| Fuente ISTAT - Elaboración gráfica por parte de Wikipedia                |